# Aliança Nacional Democrata
Die Aliança Nacional Democrata AND ist eine osttimoresische Partei. Parteivorsitzender ist Jorge da Conceição Teme.

## Hintergrund

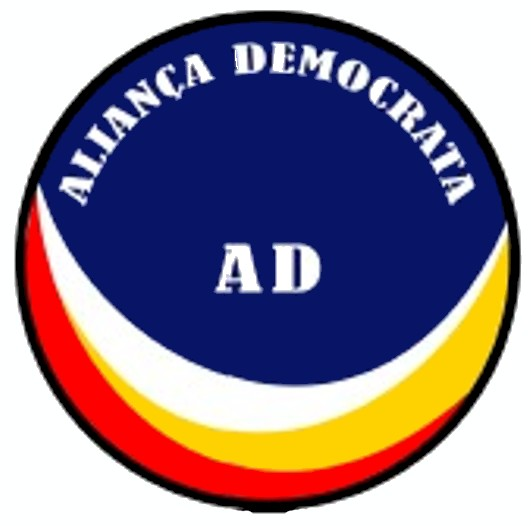
Das Logo der kurzlebigen
Aliança Democrata

Für die Parlamentswahlen in Osttimor 2023 schloss sich die AND mit der Partidu Liberta Povu Aileba (PLPA) und der Partido do Desenvolvimento Popular (PDP) zum Wahlbündnis Aliança Democrata (AD) zusammen. Allerdings wurde der PDP aufgrund fehlender gesetzlicher Voraussetzungen der Status der Partei vom Obersten Gericht Osttimors (Tribunal de Recurso) aberkannt und der AND gar nicht erst zugestanden, so dass die AD in der Zulassung zur Wahl scheiterte. Die PLPA reichte schließlich als einzelne Partei ihre Anmeldung zur Wahl beim Tribunal ein, nahm aber AND-Chef Jorge Teme als Listenführer und andere AND-Mitglieder als Kandidaten auf. Die „strategische Vereinbarung“ sollte im Falle des Einzugs in das Parlament für die gesamte Legislaturperiode bis 2028 gelten. Die Liste scheiterte aber an der 4-Prozent-Hürde.

## Philosophie
Die AND sieht sich als „alternative Partei des Generationenwechsels“, die den Übergang von der Generation der Unabhängigkeitskämpfer zur Zukunft voranbringen will. Die guten Beziehungen zu den befreundeten und benachbarten Ländern sowie zu Portugal, dem „Bruderland“, will Teme aufrechterhalten. Zusammen mit der PLPA wurde ein Programm aufgestellt, mit den Bereichen Basisinfrastrukturen, Landwirtschaft und Bildung. Der Schulkalender soll an die Regionen angeglichen werden, mit nationalen Prüfungen in der Mitte des Jahres statt am Ende des Jahres. Der Lehrplan soll praxisorientierter sein und die Fähigkeiten der Schüler stärken. Tetum und Portugiesisch, als „Fenster zur Welt“, sollen im Unterricht gefördert werden. Eine „kreative Wirtschaft“ soll gefördert werden, so will man Bauern durch Anreize dazu ermutigen von der Subsistenzlandwirtschaft zu einer rentablen Landwirtschaft überzugehen. Gefördert sollen auch Kleinst-, kleine und mittlere Unternehmen werden. Großprojekte, wie die Autobahn Suai–Beaco oder die Flughäfen von Oecusse und Suai hätten der Bevölkerung nichts gebracht. Die Förderungen sollen daher für den produktiven Sektor des Landes bereitgestellt werden, um Arbeitsplätze zu schaffen und das vorhandene Potenzial zu entwickeln.